# پیرمرد و باغ سنگی‌اش
پیرمرد و باغ سنگی‌اش نام فیلمی از پرویز کیمیاوی است که در سال ۱۳۸۲ ساخته شده‌است. این فیلم آخرین فیلم ساخته و انتشار یافته از کیمیاوی ست. این فیلم برمبنای فیلم باغ سنگی که کیمیاوی در سال ۱۳۵۵ ساخته بود ساخته شده‌است. بعد از سی سال کیمیاوی به سراغ شخصیت اصلی فیلم مستندش در باغ سنگی می‌رود آنها را می‌یابد و دوباره از آنها فیلم می‌سازد. فیلم‌برداری این فیلم ۲۱ روز طول کشیده‌است و زمان آن ۴۰ دقیقه است.